# Giancarlo Crespi
Giancarlo Crespi (Busto Arsizio, 14 ottobre 1917 – Busto Arsizio, ...) è stato un calciatore italiano, di ruolo terzino.

## Carriera
Cresciuto nella Pro Patria, ha giocato dodici stagioni con la squadra bustocca. Ha iniziato con due stagioni in Serie C e poi, promosso in Serie B nella stagione 1940-1941, ha esordito nel torneo cadetto ad Alessandria il 1º marzo 1942 nella partita Alessandria-Pro Patria (0-1). Nel campionato di seconda serie ha disputato 56 partite, di cui 24 nella stagione 1941-1942, 25 nella stagione 1942-1943, e 7 nella stagione 1946-1947. In tutto con la maglia della Pro Patria ha disputato centocinquantasette partite.

## Palmarès

### Club

#### Competizioni nazionali
- Serie C: 1

Pro Patria: 1940-1941